# Vedette (manhwa)
Pour les articles homonymes, voir Vedette.
Vedette (간판스타) est un tchungnyun manhwa de Lee Hee-jae publié en Corée du Sud en 1989 et en français aux éditions Casterman, collection « Hanguk », en 2006.
Il s'agit d'un recueil de 7 récits indépendants écrits entre 1986 et 1989.

## Histoires
- Vedette, octobre 1986, 30 pages

Kyung-sook est partie à Séoul pour travailler et gagner de l'argent pour soigner son père. Elle revient, après 3 ans d'absence, dans son village de campagne rendre visite à son père, Mr Lee, pour Chuseok. Pour tous les habitants du village, elle travaille dans une usine américaine où elle fabrique des chaussures. Sa venue donne lieu à des discussions sur la présence américaine en Corée du Sud à la suite de la guerre de Corée. Seul Dong-soo, son ancien fiancé, connait sa véritable activité et souhaiterait qu'elle ne reparte pas.
- En route dès l'aube, février-avril 1988, 61 pages

Un fait divers est publié dans le journal : deux enfants d'une même famille sont tragiquement décédés. Un homme qui semble ne pas s'intéresser à cette histoire, ressent le besoin d'en savoir plus après avoir aperçu dans la rue le père de cette famille brisée. Il provoque alors une rencontre avec lui. Ce dernier l'accueil chez lui et lui raconte son histoire.
- Le pissenlit, octobre 1987, 47 pages

Hwang, un père de famille qui travaille comme ouvrier sur un chantier, est connu dans son quartier comme un alcoolique. Il vit avec son plus jeune fils, Bong-sik, qui a honte de lui. Dans ce même quartier, un chien errant inquiète les habitants. Un jour, Hwang trouve un pied de pissenlit sur son chantier et décide de la planter chez lui.
- Une petite histoire de la famille de Kim Jong-pal, 1989, 38 pages

Les Kim ont trois filles, Ok-hee, l'aînée, Jung-hee, la cadette et Keutchi, la dernière. Celle-ci, un vrai garçon manqué, n'est pas aimée par sa mère qui aurait préféré avoir un garçon.
- Le révolté, 1986, 26 pages

Young-jin est constamment énervé, s'indigne de tout et n'a pas peur de clamer ses opinions haut et fort et de s'interposer dans des histoires qui ne le concernent pas. Au travers de 3 histoires, il montre son besoin de justice dans une société trop indifférente.
- Un jour de chance, 1986, 29 pages

Cha Eun-sik, jeune chauffeur de taxi à Séoul, prend dans sa voiture trois personnes : deux jeunes hommes dont l'un est saoul et un homme d'affaires. Les discussions vont de la politique aux filles, en passant par le sport et se transforment bientôt en dispute entre le jeune homme ivre et l'homme d'affaires.
- Une victoire pour une défaite, 1986, 11 pages

Lorsqu'il était au lycée, un jeune homme a gagné un combat qui semblait perdu d'avance contre un autre élève, boxeur amateur. Depuis, il fait preuve d'une grande confiance en lui. Devenu écrivain, il participe à un concours de roman. En panne d'inspiration, il s'inspire de la vie d'un étudiant livreur de journaux sans se douter que ce dernier, inscrit au même concours s'inspire lui de la vie de cet écrivain.

## Commentaires
Les récits du manhwa sont ponctués de chansons populaires et de poèmes coréens (Kim Young-tak, Shin Song-yup). La traduction est assurée par Keum Suk Gendry-Kim.
Vedette s'adresse d'abord aux lecteurs coréens, tous les récits, écrits dans la deuxième moitié des années 1980, dépeignent la société coréenne de l'époque. Il est fait référence aux politiques Park Chung-hee et Syngman Rhee, à la guerre de Corée pendant les années 1950, à l'occupation japonaise, qui ont marqué l'histoire de la Corée du Sud. La postface de l'ouvrage présente une analyse du critique et sociologue coréen Jung Jun-young qui replace ses histoires dans le contexte politique et social de l'époque et analyse l'évolution des thèmes et des personnages de Lee Hee-jae.